# Special Criminal Investigation
Special Criminal Investigation è un videogioco arcade di corse a inseguimento pubblicato nel 1989 da Taito ed è il seguito di Chase H.Q.. Nel 1990 venne pubblicato per i computer Amiga, Atari ST, Commodore 64 e ZX Spectrum dalla Ocean Software e successivamente dalla Taito per le console PC Engine e Sega Master System. Le edizioni per computer sono intitolate Chase H.Q. II: Special Criminal Investigation. Ebbe un buon successo, soprattutto in sala giochi.
È incluso esclusivamente nella raccolta per PlayStation 2 Taito Memories II Jōkan, uscita nel 2007 solo in Giappone.

## Trama
La prefazione è estrapolata dal volantino da sala: 

## Modalità di gioco
Special Criminal Investigation consiste nel guidare un'auto della polizia mascherata e inseguire un'auto guidata da un criminale in fuga, distruggendola entro il limite di tempo per arrestarlo. La vettura dispone di cinque cariche nitro, permettendo di accelerare rapidamente per ridurre la distanza dall'auto in fuga e causare gravi danni. Inoltre, a differenza del gioco precedente, in cui potevi distruggere poco a poco l'auto del criminale semplicemente speronandola, ora è possibile sparare all'auto del criminale premendo un pulsante sul volante. L'auto della polizia mascherata in questo capitolo imita una Nissan 300ZX Z32 (prima era una Porsche 928).
Il titolo è composto da sei livelli: cinque per arrestare il colpevole e la fase finale per salvare gli ostaggi in una fabbrica dove è stata piazzata una bomba. Solo quella finale non può essere proseguita.
Quando il giocatore si avvicina all'auto del criminale, un bazooka viene lanciato con il paracadute da un elicottero sospeso e, sebbene esista un limite al numero di proiettili, è possibile colpire il bersaglio con un bazooka molto più potente dei normali colpi di arma da fuoco. Nella quarta fase, il veicolo dell'inseguimento è un convoglio, quindi è consentito l'uso di un fucile.
L'auto della polizia mascherata è sempre vista da dietro, ma nella schermata di arresto viene vista di lato. La parte anteriore può essere vista solo per un momento quando le informazioni sul bersaglio vengono confermate via radio e quando il personaggio arriva sano e salvo, viene salvato e scappa nella fase finale.

## Accoglienza
In Giappone, la rivista Game Machine elencò Special Criminal Investigation nel numero del 1º dicembre 1989 come la seconda unità arcade di maggior successo del mese.